# Annonciation Martelli

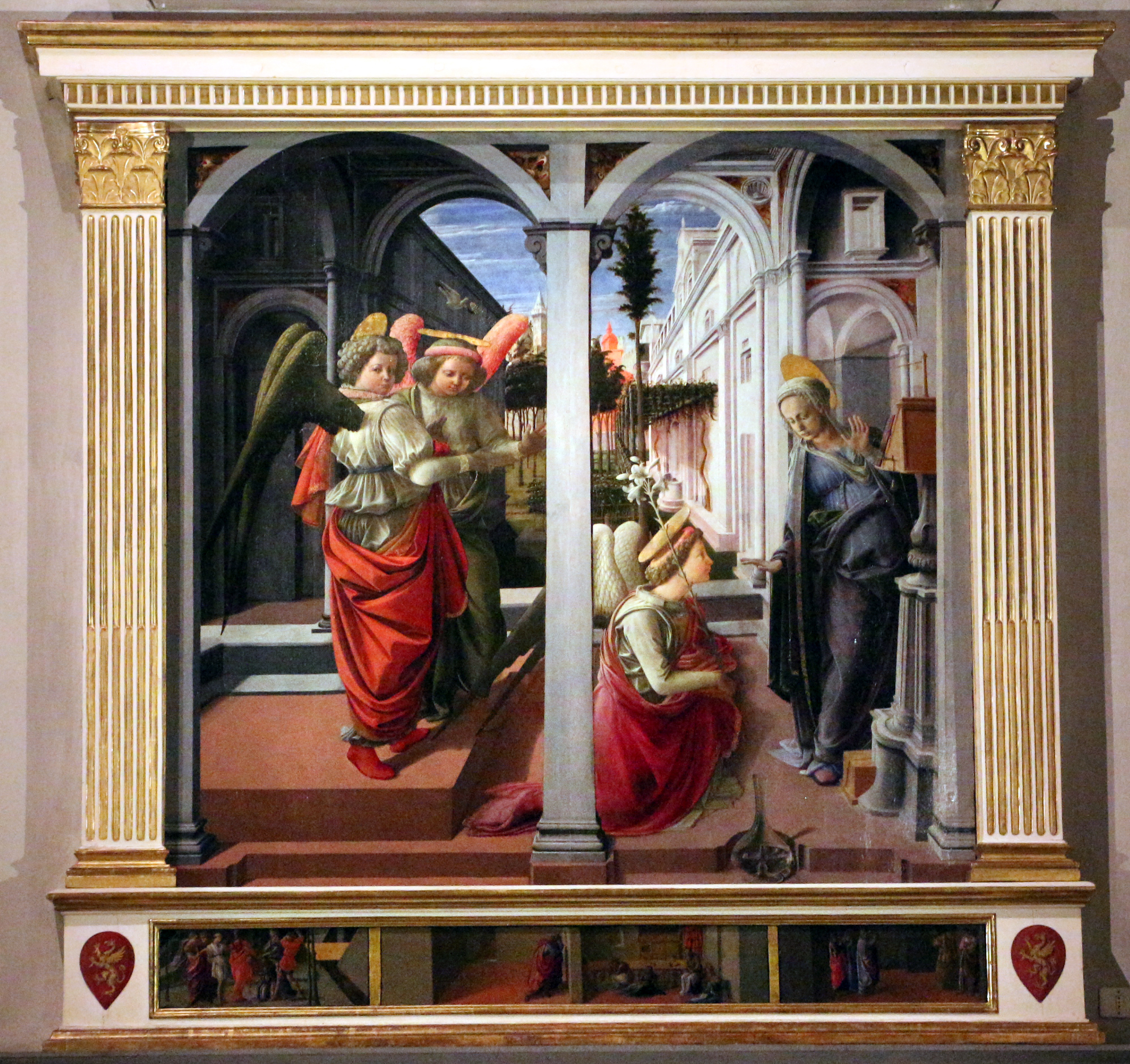
Vue du tableau avec la prédelle.

Pour les articles homonymes, voir Annonciation et L'Annonciation dans les arts.
L'Annonciation Martelli est une œuvre en  détrempe sur panneau de bois  de 175 × 183 cm (augmenté de 18 × 188 cm de la prédelle) réalisée par Fra Filippo Lippi. Datant de 1440, elle est conservée dans la chapelle Martelli située dans le transept gauche de la basilique San Lorenzo de Florence.

## Histoire
Les motifs de la commande du tableau ne sont pas connus, mais son emplacement doit être celui d'origine, dans ce qu'on appelait à l'époque la chapelle des « ouvriers ». Le retable est daté de 1440 sur une base stylistique et selon certains indices, comme la présence des Histoires de saint Nicolas dans la prédelle, ce qui suggérerait une commande de Niccolò Martelli, un riche citoyen qui était parmi les financiers de la reconstruction de la basilique de San Lorenzo sous le règne des Médicis. Le retable a peut-être été commandé par ses fils, en sa mémoire.

## Description et style
L'œuvre a un rôle important dans l'histoire des retables car elle est considérée comme la première œuvre connue avec certitude dans laquelle tout élément gothique, comme  les pinacles, disparaissent au profit d'un schéma géométrique quadrangulaire rigoureux, qui s'harmonise bien avec l'architecture de l'église de Brunelleschi.
Le retable est divisé en deux parties, à la manière d'un diptyque, l'unification représentée par la perspective centrée à droite du pilier central montrant, dans une scénographie architecturale complexe, quelques bâtiments sur fond de loggia ouverte. Divers éléments font référence à la peinture flamande, pour laquelle Lippi a montré un certain intérêt à partir de son séjour à Padoue, comme l'utilisation de la lumière qui crée des effets de « lustre » selon la surface, ou l'ampoule vitreuse au premier plan, une allusion au Saint-Esprit.
Un groupe d'anges sont représentés à gauche sur une marche, tandis que sur la droite, figure la scène de l'Annonciation, avec la représentation de l'Ange et de la Vierge inspirée de l'Annonciation Cavalcanti de Donatello (vers 1435). La Vierge est en effet d'abord saisie par la réticence et la peur de l'apparition miraculeuse ; l'Ange est à genoux, tenant à la main le lys blanc traditionnel, symbole de la pureté de Marie.

## Prédelle
Les trois scènes de la prédelle se caractérisent par une remarquable capacité à raconter les événements et à rappeler la prédelle du retable Barbadori (1437-1438). La plupart des critiques pensent que Giovanni di Francesco, actif dans l'atelier de Lippi pendant la période 1440-1441, a collaboré à la peinture de ces scènes.

## Analyse
D'après Daniel Arasse, ce retable condense les diverses instances au travail dans les années 1440-1450. Le « modernisme » se marque par la netteté de la perspective centrée, mais surtout dans les deux anges « supplémentaires » du panneau de gauche : aucune raison iconographique ou symbolique à leur présence ; simplement le souci de varietas et de copia, le dernier ange invitant le fidèle à regarder le panneau de droite, suffisant d'un point de vue strictement iconographique. Le pavement a été entaillé au premier plan pour y disposer le vase symbolique de la virginité de Marie, qui est traversé par la lumière sans être brisé ; ce détail oblige à nuancer une lecture « moderniste » de l'espace pictural, tout comme les surfaces rouges du fond contribuent à renforcer l'effet de surface, contre l'effet « dilatateur » de la perspective linéaire. L'espace en profondeur se développe, mais les équilibres colorés maintiennent les ancienne répartitions, de même que la pratique moderne qui creuse l'espace, continue d'afficher les objets emblématiques.